# Guédé Nadje
Guédé Noah Nadje (* 12. November 2003 in Saint-Maurice) ist ein ivorisch-französischer Fußballspieler, der aktuell beim SCO Angers in der Ligue 1 unter Vertrag steht und an den FC Bourg-Péronnas ausgeliehen ist.

## Karriere
Nadje begann seine fußballerische Ausbildung beim FC Nantes, wo er 2019/20 einmal in zwei Spielen der Coupe Gambardella traf. Im Sommer 2021 wechselte er zum SCO Angers. Dort spielte er zunächst nur für die Zweitmannschaft in der National 2 und für die U19 in der Qualifikation zur Youth League. Am 26. Februar 2022 (20. Spieltag, nachgeholt) debütierte er nach später Einwechslung bei einer 0:1-Niederlage gegen die AS Saint-Étienne für die Profimannschaft in der Ligue 1.
Im September 2024 wurde Nadje für den Rest der Saison an den FC Bourg-Péronnas ausgeliehen.